# Meridionalizzazione del mar Mediterraneo
La meridionalizzazione del mar Mediterraneo è la tendenza degli organismi marini termofili ad affinità subtropicale tipici delle coste meridionali del mar Mediterraneo ad ampliare o spostare il proprio areale verso regioni più temperate dove in precedenza erano assenti o molto rari.

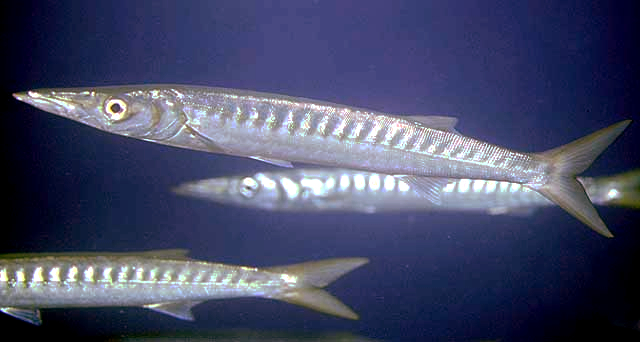
Alcuni giovani esemplari di Sphyraena viridensis.

## Cause
Il fenomeno in questione è collegato con quello più generale del riscaldamento globale, in effetti negli ultimi 15-20 anni si è assistito ad un incremento delle presenze di organismi di acque calde nei bacini settentrionali dei mari italiani. Questa connessione è però ancora in fase di studio, infatti solo alcune delle molte specie termofile hanno raggiunto le coste nord del mar Mediterraneo mentre molte altre, in apparenza simili per esigenze ambientali, non hanno manifestato significativi ampliamenti dell'areale. Infine, altre specie in precedenza assenti dal Mediterraneo hanno fatto il loro ingresso improvviso diffondendosi poi in pochi anni in tutto il bacino, ad esempio il pesce palla Sphoeroides pachygaster.

## Esempi

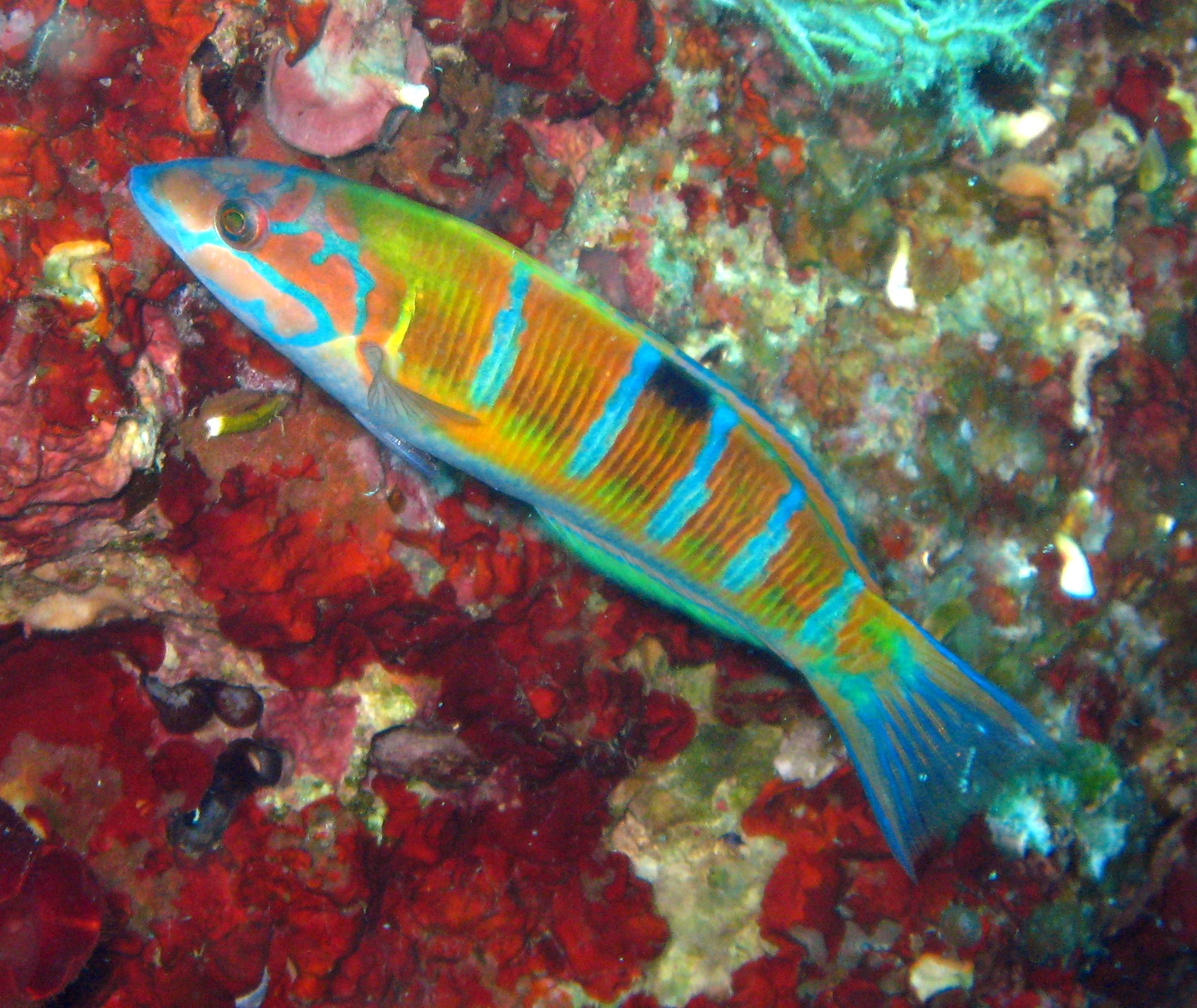
Un esemplare femminile di Thalassoma pavo.

Una delle più cospicue specie che hanno negli ultimi anni raggiunto le coste italiane è il barracuda Sphyraena viridensis che è ormai molto comune su tutte le coste. Anche il labride dalla vistosa livrea Thalassoma pavo fino agli anni '90 fa era diffuso solo nelle acque dell'estremo sud ma si poteva dire comune solo presso Lampedusa e le Isole Pelagie, ad oggi si osserva di frequente e con regolarità fino a tutto il Mar Ligure (ma non nel nord Adriatico). Il pesce pappagallo Sparisoma cretense, era limitato fino agli anni '90 alle acque del canale di Sicilia è ormai abbastanza comune nell'Arcipelago Toscano. Il corallo coloniale dalla vistosa colorazione arancio Astroides calycularis, specie termofila conosciuta storicamente solo per il Mediterraneo sudoccidentale non più a nord dell'isola di Ponza, ha mostrato a partire dagli anni '90 un'espansione verso nord che lo ha portato a colonizzare le isole Tremiti, l'arcipelago Toscano e a formare piccoli nuclei di colonizzazione perfino nell'Adriatico settentrionale. Infine uno sparide che ha espanso fino al mar Ligure il suo areale precedentemente limitato alle acque meridionali è il sarago faraone. Queste specie sono vistose e spesso catturate dai pescatori sportivi o osservate da subacquei ma ce ne sono molte altre, soprattutto tra gli invertebrati e le alghe, di sicuro meno visibili ma di non minore interesse biogeografico.

## Effetti ecologici
Oltre all'ampliamento verso nord dell'areale di specie termofile parallelamente si assiste alla retrocessione di quello delle specie di origine boreale o di alcune di esse sia verso settori più settentrionali del bacino sia verso maggiori profondità. Questo può creare una minaccia per specie endemiche mediterranee di affinità boreale che potrebbero estinguersi nel medio periodo. Tra di esse varie specie di interesse economico come il nasello, lo scampo e varie specie di razze, tutte specie boreali che riescono a vivere nel Mediterraneo solo in aree e a profondità in cui l'acqua si mantiene all'interno di un intervallo accettabile.

## Tropicalizzazione e meridionalizzazione
Un fenomeno diverso è quello della tropicalizzazione del mar Mediterraneo che consiste nell'ingresso, dallo Stretto di Gibilterra o dal Canale di Suez, di specie ad affinità tropicale mai segnalate in precedenza nel Mediterraneo. Anche questo fenomeno è ben documentato: esso riguarda in genere le coste sud ed est anziché quelle italiane.